# 灰鶲
灰鹟是鶲科森鶲屬下的一种鳥類。這個物種分布於非洲撒哈拉以南地區的各種森林和林地內。這個物種體長介於13—15公分之間，其指定亞種成鳥以灰色系為主，腹面偏白色，飛羽和尾羽則呈棕黑色，雄雌差異不大；而幼鳥身體為棕色，並帶有斑點。灰鹟以飛蟲為食，在9月至隔年1月之間繁殖，每窩約2—3枚卵，14天左右時孵化。

## 外部連結
- 维基共享资源上的相關多媒體資源：灰鶲
- 維基物種上的相關：灰鶲